# 松本信用金庫
松本信用金庫（まつもとしんようきんこ、英語：Matsumoto Shinkin Bank）は、長野県松本市丸の内に本店を置く信用金庫である。店舗展開エリアは松本市のほか塩尻市、安曇野市、大町市、東筑摩郡（山形村・麻績村）、北安曇郡（池田町・白馬村・松川村）、木曽郡木曽町（中信地方）。

## 沿革
- 1922年2月 - 産業組合法に基づき、有限責任松本信用組合として設立する。
- 1933年1月 - 保証責任松本信用組合に改組する。
- 1943年4月 - 市街地信用組合法に基づき、松本信用組合に改組する。
- 1950年4月 - 中小企業等協同組合法に基づく信用組合に改組する。
- 1951年10月 - 信用金庫法に基づく信用金庫に転換し、松本信用金庫となる。
- 2019年6月17日 - この日から磁気の影響を受けにくい新しい通帳（Hi-Co通帳）を取扱開始した(Hi-Co通帳に対応していない信用金庫ATMではHi-Co通帳は使えない。)[2]。
- 2019年10月15日 - 国際連合持続可能な開発目標（SDGs）推進のため三井住友海上火災保険、損害保険ジャパン日本興亜と包括連携協定を締結[3]。

## 店舗
※3桁の数字は店舗コード。金融機関コードは1391。
松本市
| - 本店営業部：001 - 本町支店：002 - 浅間温泉支店：003 - 西支店：004 - 中町支店（本店営業部内）：006 - 波田支店：011 - 南支店：013 | - 村井支店：014 - 北支店：016 - 二子支店：019 - 島内支店：020 - 清水支店：022 - つかま支店：023 - 梓川支店：028 |

塩尻市
| - 塩尻支店：009 | - 広丘支店：021 |

安曇野市
| - 穂高支店：007 - 明科支店：010 | - 梓橋支店：015 - 豊科支店：026 |

大町市
- 大町支店：008

東筑摩郡
| - 筑北支店：018 | - 山形出張所：027 |

北安曇郡
| - 池田支店：005 - 白馬支店：017 | - 松川支店：025 |

木曽郡
- 木曽福島支店：012

## 不祥事
2024年11月29日、松本信用金庫は浅間温泉支店に勤務していた職員が、顧客から預かった計約3950万円を着服していたと発表した。職員は28日付で懲戒解雇処分となった。同信金は刑事告訴を準備している。

## ATM
ATMでは、他の信用金庫のキャッシュカードによる入出金、八十二銀行（ぐるっと信州ネット）のキャッシュカードによる出金については自信金扱いとなる。